# Bureau d'études bois
 (avril 2023).
Si vous disposez d'ouvrages ou d'articles de référence ou si vous connaissez des sites web de qualité traitant du thème abordé ici, merci de compléter l'article en donnant les références utiles à sa vérifiabilité et en les liant à la section « Notes et références ».
Un bureau d'études bois est une société réalisant des études et prestations de conseils techniques dans le bâtiment. Son rayon d’action concerne l’ensemble de la construction en bois. Dans le bâtiment, il sera le principal acteur du lot charpente / couverture en phase préparatoire. Le plus souvent issu d’une formation d’ingénieur, il travaille seul ou en équipe, en étroite collaboration avec les lots ayant un lien avec la structure bois comme le bureau d'études techniques structure béton mais aussi avec l’Architecte.

## Ingénierie Bois Construction
Ingénierie Bois Construction (IBC) est une association professionnelle rassemblant certains des bureaux d'études français spécialisés en construction bois.

## L’activité du bureau d’études structure bois
L’activité du bureau d’études est très diversifiée. La loi MOP et son décret d'application n° 93-1268 du 29 novembre 1993 définissent avec précision les différentes étapes dans lesquelles interviennent les bureaux d’études techniques (BET).
Nous pouvons la décomposer en quatre grandes catégories, l’intervention du BET bois. L’étude de projets (en phase PRO), l’étude d’exécutions (en phase EXE), la direction de l'exécution du ou des contrats de travaux (en phase DET) et l’étude de diagnostic (DIA), expertise, missions conseil…
L’étude de projet (PRO) concerne les missions se situant avant l’attribution du marché. Cela consiste à l’élaboration d’une partie du Dossier de consultation des entreprises (DCE). Sur la base des plans architectes, le BET bois est le plus souvent sollicité par l’architecte pour l’élaboration du cahier des clauses techniques particulières (CCTP), du dossier de plans techniques, des notes de calculs relatives à la structure bois ou encore le détail quantitatif estimatif (DQE) des lots charpente / couverture.
Le dossier DCE va permettre aux entreprises de charpentes de réponde à l’appel d’offre suivant une conception de structure bois qui a été préalablement étudié. Ainsi les quantitatifs de chacun des postes charpente / couverture permettra aux entreprises de répondre suivant une trame commune qui a été préalablement étudiée par le BET structure bois, tant sur l’aspect technique que esthétique.
L’étude d’exécutions (EXE) concerne les missions après l’attribution du marché. Sur la base des plans architecte et des plans PRO, le BET bois va affiner son étude dans le moindre détail afin de constituer un dossier charpente. Ce dernier comprend notamment l vues en plan, coupes, détail d’assemblage, points singuliers et notes de calcul. Le dossier EXE sera ensuite présenté à la maîtrise d'ouvrage, Maîtrise d'œuvre et le bureau de contrôle qui donneront leurs validations respectives permettant le lancement de la fabrication de l’ouvrage.
Le dossier EXE va permettre à l’entreprise de charpente de quantifier avec précision les différents matériaux, de s’organiser en fonction de la méthodologie définis en collaboration avec le BET bois, de planifier les étapes de la fabrication et de la pose. À ce stade de la construction, l’ensemble de la conception est défini de façon précise et définitive.
La direction de l'exécution du contrat de travaux (en phase DET), on entre dans la phase réalisation de l’ouvrage. Les réunions de chantier tenues généralement selon un rythme hebdomadaire permettent de faire le point sur l’avancement du chantier, de coordonner les différentes interventions, de faire les remarques nécessaires au respect du cahier des charges. Elles donnent lieu à un compte rendu de chantier dans lequel sont consignées toutes les remarques. Le BET structure bois a le plus souvent une mission de suivi de travaux qui consiste à vérifier la conformité entre la réalisation sur site et le dossier d’exécution charpente qui a été préalablement transmis. Il peut être également sollicité sur une Ordonnancement, pilotage et coordination (OPC) ou encore d’assistance apportée au maître de l'ouvrage lors des opérations de réception (AOR).
Les missions d'expertises, conseil. En tant que spécialiste dans la construction bois, le BET bois intervient également sur des expertises auprès des compagnies d’assurances ou des tribunaux, des diagnostics, des missions de conseils, une étude de faisabilité…

## L’évolution des entreprises de charpente et les BET bois
Depuis la fin des années 1990, les entreprises de charpente ont considérablement évolué. En effet, la mise sur le marché des centres d’usinages a révolutionné les métiers de la construction bois. Ces installations importantes à la pointe de la technologie permettent de tailler toutes les pièces de bois de charpente à partir des données informatiques transmises par le Bureau d’Études spécialisé en structure bois. La précision de l’usinage est de l’ordre du 10e de millimètre.
Le pilotage de la machine est effectué par un ouvrier qualifié. L’approvisionnement des pièces de bois est automatique. Il ne nécessite pas d’intervention humaine entre l’entrée dans la raboteuse et l’usinage complet des pièces de charpente. Tous les assemblages sont réalisables sans exception.
Afin de répondre à une demande grandissante pour le paramétrage de ces centres d’usinages, les bureaux d’études techniques bois ont dû s’adapter et s’équiper de logiciel tels que Cadwork, SEMA ou DIETRICH'S AG.
Ainsi, les dossiers de charpentes en phase exécutions sont modélisés en dessin assisté par ordinateur (DAO) puis à la demande de l’entreprise de charpente,  transmis en centre d’usinage. Cette évolution inévitable dans le domaine de la charpente a révolutionné le métier. La qualité et la diversité des assemblages bois ont été améliorées par la précision des machines. L’épure qui était alors réalisé dans les ateliers de charpente traditionnelle a été remplacée petit à petit par les centres d’usinages de type Hundegger.
Ainsi, de par l’évolution des entreprises de charpentes, les bureaux d’études bois ont dû s’adapter à la demande puisqu’ils travaillent aussi bien sur les missions de conceptions que de programmations pour les centres d’usinages.
Pour valoriser au mieux l'apport du numérique (CAO et pilotage industriel), des bureaux d'études développent désormais une intégration verticale en conception/construction en passant par le pilotage de la préfabrication industrielle et du montage en chantier.  

## Annexe